# Abdul Zubairu
Abdul Zubairu (Kaduna, 3 oktober 1998) is een Nigeriaans profvoetballer die als middenvelder bij AS Trenčín speelt.

## Biografie
AS Trenčín plukte Zubairu in januari 2017 weg bij de GBS Academy in Nigeria. Zubairu speelde sindsdien meer dan honderd officiële wedstrijden voor de Slowaakse club.

## Clubstatistieken
| Seizoen         | Club            | Land               | Competitie      | Competitie | Competitie | Beker | Beker | Supercup | Supercup | Europees | Europees | Totaal | Totaal |
| Seizoen         | Club            | Land               | Competitie      | Wed.       | Dlp.       | Wed.  | Dlp.  | Wed.     | Dlp.     | Wed.     | Dlp.     | Wed.   | Dlp.   |
| --------------- | --------------- | ------------------ | --------------- | ---------- | ---------- | ----- | ----- | -------- | -------- | -------- | -------- | ------ | ------ |
| 2016/17         | AS Trenčín      | Vlag van Slowakije | Fortuna Liga    | 12         | 1          | 1     | 0     | —        | —        | 0        | 0        | 13     | 1      |
| 2017/18         | AS Trenčín      | Vlag van Slowakije | Fortuna Liga    | 16         | 0          | 1     | 0     | —        | —        | 2        | 0        | 19     | 0      |
| 2018/19         | AS Trenčín      | Vlag van Slowakije | Fortuna Liga    | 26         | 0          | 4     | 0     | —        | —        | 7        | 0        | 37     | 0      |
| 2019/20         | AS Trenčín      | Vlag van Slowakije | Fortuna Liga    | 25         | 2          | 3     | 0     | —        | —        | —        | —        | 28     | 2      |
| 2020/21         | AS Trenčín      | Vlag van Slowakije | Fortuna Liga    | 26         | 1          | 4     | 0     | —        | —        | —        | —        | 30     | 1      |
| 2021/22         | AS Trenčín      | Vlag van Slowakije | Fortuna Liga    | 15         | 0          | 0     | 0     | —        | —        | —        | —        | 15     | 0      |
| Carrière totaal | Carrière totaal | Carrière totaal    | Carrière totaal | 120        | 4          | 13    | 0     | 0        | 0        | 9        | 0        | 142    | 4      |

Bijgewerkt op 26 november 2021.